# Trouble in Paradise (album)
Trouble In Paradise is het zevende studioalbum van de Amerikaanse singer-songwriter Randy Newman. Het album was het eerste studioalbum sinds vier jaar, al schreef Newman in 1982 wel de soundtrack voor de film Ragtime.
Door critici wordt het album ontvangen als een welkome terugkeer van de muzikale en tekstuele gevatheid van Newman, na het tegenvallende Born Again. Muzikaal gezien wijkt het album af van zijn voorgangers. Newman maakt ditmaal gebruik van synthesizers en drumsamples, waardoor de muzikale invulling van de plaat typerend kan worden genoemd voor begin jaren '80.
Openingstrack I Love L.A. werd een hit, mede door het samenvallen met de Olympische Spelen van 1984 in Los Angeles. In het nummer bezingt Newman zijn liefde voor de Californische stad. Het refrein van de song bestaat uit de titel van het nummer ("I Love L.A.") gevolgd door een enthousiast koor dat zingt "We Love It!" Hoewel Newman's liefde voor Los Angeles oprecht is, bevat ook deze song de voor Newman kenmerkende zwarte humor, zoals in "Look at those mountains, look at those trees. Look at the bum over there, man, he's down on his knees."

## Tracklist
1. I Love L.A. - 3:29
2. Christmas in Capetown - 4:21
3. The Blues - 3:01
4. Same Girl - 2:53
5. Mikey's - 2:10
6. My Life Is Good - 4:38
7. Miami - 4:04
8. Real Emotional Girl - 2:28
9. Take Me Back - 4:09
10. There's a Party at My House - 2:50
11. I'm Different - 2:33
12. Song for the Dead - 3:00